# Leptopontiidae
Leptopontiidae är en familj av kräftdjur. Leptopontiidae ingår i ordningen Harpacticoida, klassen Maxillopoda, fylumet leddjur och riket djur. Enligt Catalogue of Life omfattar familjen Leptopontiidae 23 arter. 
Kladogram enligt Catalogue of Life och Dyntaxa:
| Leptopontiidae | \| \| Arenopontia \| \| \| \| \| \| Leptopontia \| \| \| \| |
|                | \| \| Arenopontia \| \| \| \| \| \| Leptopontia \| \| \| \| |
|                | Arenopontia                                                 |
|                |                                                             |
|                | Leptopontia                                                 |
|                |                                                             |